# Elecciones presidenciales de Colombia de 1882
En las elecciones presidenciales de Colombia de 1882 hubo una alianza entre los dos sectores del Partido Liberal Colombiano (radical y nacional) para elegir Presidente, si bien el líder regional Solón Wilches decidió postularse representando una parte del radicalismo. El abanderado de la unión fue el veterano y respetado exministro Francisco Javier Zaldúa.
| Efigie | Candidato a presidente  | Partido o movimiento            | Votos |
| ------ | ----------------------- | ------------------------------- | ----- |
|        | Francisco Javier Zaldúa | Liberal (con apoyo conservador) | 8     |
|        | Solón Wilches           | Liberal (sector Radical)        | 1     |

Estados que votaron por Zaldúa:
- Bolívar
- Magdalena
- Panamá
- Cundinamarca
- Cauca
- Boyacá
- Antioquia
- Tolima

Estado que votó por Wilches:
- Santander